# Beach Haven West
Beach Haven West é uma Região censo-designada localizada no estado americano de Nova Jérsei, no Condado de Ocean.

## Demografia
Segundo o censo americano de 2000, a sua população era de 4444 habitantes.

## Geografia
De acordo com o United States Census Bureau tem uma área de 
5,6 km², dos quais 5,2 km² cobertos por terra e 0,4 km² cobertos por água.

## Localidades na vizinhança
O diagrama seguinte representa as localidades num raio de 12 km ao redor de Beach Haven West. 